# Мелстоун (Монтана)
Мелстоун (англ. Melstone) — місто (англ. town) в США, в окрузі Масселшелл штату Монтана. Населення — 126 осіб (2020).

## Географія
Мелстоун розташований за координатами 46°35′55″ пн. ш. 107°52′6″ зх. д. / 46.59861° пн. ш. 107.86833° зх. д. (46.598703, -107.868458).  За даними Бюро перепису населення США в 2010 році місто мало площу 1,78 км², уся площа — суходіл. В 2017 році площа становила 1,59 км², уся площа — суходіл.

## Демографія
Згідно з переписом 2010 року, у місті мешкало 96 осіб у 52 домогосподарствах у складі 24 родин. Густота населення становила 54 особи/км².  Було 75 помешкань (42/км²).
Расовий склад населення:
| - 96,9 % — білих - 2,1 % — чорних або афроамериканців |

До двох чи більше рас належало 1,0 %. Частка іспаномовних становила 1,0 % від усіх жителів.
За віковим діапазоном населення розподілялося таким чином: 20,8 % — особи молодші 18 років, 54,2 % — особи у віці 18—64 років, 25,0 % — особи у віці 65 років та старші. Медіана віку мешканця становила 50,0 року. На 100 осіб жіночої статі у місті припадало 88,2 чоловіків;  на 100 жінок у віці від 18 років та старших — 100,0 чоловіків також старших 18 років.
Медіана доходів становила 46 250 доларів для чоловіків та 21 563 долари для жінок. За межею бідності перебувало 18,3 % осіб, у тому числі 0,0 % дітей у віці до 18 років та 23,5 % осіб у віці 65 років та старших.
Цивільне працевлаштоване населення становило 45 осіб. Основні галузі зайнятості: сільське господарство, лісництво, риболовля — 26,7 %, будівництво — 17,8 %, освіта, охорона здоров'я та соціальна допомога — 15,6 %.